# Stellan Rye
Stellan Rye est un réalisateur et scénariste danois né le 4 juillet 1880 à Randers et mort le 14 novembre 1914 dans un hôpital de l'armée française à Ypres en Belgique.

## Biographie
Ancien officier de l'armée danoise, il se tourne vers le théâtre, puis le cinéma. Sa carrière danoise est courte car il s'établit bientôt à Berlin. C'est là qu'il tourne notamment L'Étudiant de Prague, qu'il coréalise avec Paul Wegener.

## Filmographie partielle
Comme réalisateur
- 1913 : L'Étudiant de Prague (Der Student von Prag) coréalisé avec Paul Wegener
- 1914 : La Maison sans porte (Das Haus ohne Tür)

Comme scénariste
- 1912 : Le Sang bleu (Det blaa Blod) de Vilhelm Glückstadt